# Lajla Mišur Volarević
Lajla Mišur Volarević (Metković, 10. prosinca 1950.) je hrvatska slikarica i likovni pedagog iz Metkovića.

## Životopis
Rodila se je u Metkoviću 10. prosinca 1950. godine. Nakon završene gimnazije diplomirala na Pedagoškoj akademiji (kod prof. Ante Kaštelančića). Izlagala je na mnogim skupnim izložbama. Njeni radovi su u privatnim zbirkama u mnogim zemljama Europe, Amerike i Australije. Članica HULU - Split.
Godine 2013. dobila je Nagradu grada Metkovića "Narona" u području kulture, umjetnosti i obrazovanja.